# Sachi Ozawa
Pour les articles homonymes, voir Ozawa.
Sachi Ozawa, née le 23 décembre 1976 à Tokyo, est une patineuse de vitesse sur piste courte japonaise.

## Biographie
Elle participe aux Jeux olympiques de 1998 et son équipe arrive quatrième au relais.